# اداره معاضدت قضائی
ادارهٔ معاضدت قضائی یکی از زیرمجموعه‌های کانون وکلای دادگستری در ایران است که وظیفهٔ آن ارائهٔ خدمات وکالتی و مشاورهٔ حقوقی رایگان به افراد نیازمندی است که توانائی پرداخت حق‌الوکالهٔ وکیل دادگستری را ندارند. این اداره که بدون دریافت بودجهٔ دولتی و با هزینه و توسط وکلای دادگستری اداره می‌شود، از سال ۱۳۱۵ و هم‌زمان با تصویب قانون وکالت صورت قانونی به خود گرفته و در حال فعالیت می‌باشد.

## تاریخچه
با تصویب قانون وکالت در سال ۱۳۱۵، ارائهٔ خدمات معاضدتی در بند ۲ ماده ۱۹ قانون مزبور رسماً از جمله وظایف کانون وکلای دادگستری پیش‌بینی گردید:
- ماده ۱۹ – وظایف کانون بقرار ذیل است:

1. نظارت در اعمال وکلا و تهیه موجبات ترقی علمی و اخلاقی آن‌ها.
2. معاضدت قضائی (تعیین وکیل برای اشخاص معسر یا بی‌بضاعت) مطابق نظامنامه وزارت عدلیه.
3. راهنمائی و تعلیمات به اشخاصی که در عدلیه یا اداره ثبت مراجعه دارند و از قوانین بی‌اطلاع هستند.
4. سرپرستی وکلای مبتدی و تنظیم دوره آزمایش آنها.[۴]

همچنین مطابق بند ۲ مادهٔ ۱۹، مقرر گردید سازوکار معاضدت قضائی در نظام‌نامه‌ای (آئین‌نامه) که وزارت عدلیه تنظیم و تصویب می‌نماید مشخص شود؛ نظام‌نامه مذکور در خرداد ماه ۱۳۱۶ رسماً تصویب گردید و مطابق مواد ۳۴ تا ۴۹، خدمات معاضدتی در قالب مؤسسه (اداره) معاضدت قضایی در تهران و ذیل کانون وکلای دادگستری مرکز شکل رسمی به خود گرفت.